# Bothrops jararacussu
Bothrops jararacussu är en ormart som beskrevs av Lacerda 1884. Bothrops jararacussu ingår i släktet Bothrops och familjen huggormar. IUCN kategoriserar arten globalt som livskraftig. Inga underarter finns listade.
Arten förekommer i södra Brasilien samt i angränsande regioner av Bolivia, Paraguay och Argentina. Den lever i låglandet och i kulliga områden upp till 900 meter över havet. Habitatet utgörs av fuktiga skogar. Honor lägger inga ägg utan föder levande ungar.